# Gemilang Jaya
Gemilang Jaya is een bestuurslaag in het regentschap Indragiri Hilir van de provincie Riau, Indonesië. Gemilang Jaya telt 1471 inwoners (volkstelling 2010).